# Ovidiu Stoianof
Ovidiu Stoianof (n. 28 iunie, 1985) este un fotbalist român, care joacă pentru clubul de fotbal CS ALRO Slatina.